# Jacques de Noyon
Jacques de Noyon (né le 12 février 1668 à Trois-Rivières (Nouvelle-France), mort le 12 mai 1745 à Boucherville (Nouvelle-France)) est un explorateur, trappeur et un coureur des bois canadien-français. Il est le premier Européen connu à avoir visité la région des Hautes terres du portage à l'ouest du Lac Supérieur en naviguant sur la rivière Pigeon.

## Biographie
Jacques de Noyon est le fils de Jean de Noyon, maître coutelier, et de Marie Chauvin qu'il suit lorsque sa famille quitte Trois-Rivières pour s'installer à Boucherville.
Alors qu'il a tout juste vingt ans, en 1688, Noyon et trois compères quittent la région de Montréal pour Fort Caministigoyan (à l'emplacement actuel de Thunder Bay (Ontario)) sur le Lac Supérieur. De là, ils s'enfoncent dans les terres en remontant la  rivière Kaministiquia et gagnent Fort Nitigon fondé quatre ans plus tôt par Daniel Greysolon, sieur du Lhut. Le groupe suit la voie empruntée par les Indiens et passe la ligne de partage des eaux entre l'Atlantique et la baie d'Hudson, Atikokan (Ontario) puis à travers les régions appartenant aujourd'hui au Parc provincial Quetico (Ontario) et au Parc national des Voyageurs (Minnesota). Il construit un fort, établit des liens avec les Assiniboines et hiverne sur les rives du Lac à la Pluie. On ne sait si Noyon a poussé jusqu'au Lac des Bois. L'été suivant, Noyon reprend la direction du Lac Supérieur en suivant peut-être l'actuelle frontière américano-canadienne et en passant par les actuels Boundary Waters Canoe Area Wilderness, Parc provincial de La Vérendrye, et Monument national de Grand Portage. 
Noyon retourne dans l'ouest en 1690, il a alors été engagé pour recouvrer une dette émise par Nicolas Perrot puis en 1693 en compagnie de Pierre-Charles Le Sueur et enfin en 1695. Au début du XVIIIe siècle, ayant accumulé de nombreuses dettes au Canada, il part pour la Nouvelle-Angleterre où il cherche à traiter des peaux avec des chefs outaouais. En 1704, il épouse Abigail Stebbins à Deerfield (Massachusetts) mais, quinze jours plus tard, alors qu'il s'y trouve encore, le village est attaqué par le lieutenant Jean-Baptiste Hertel de Rouville à la tête de 47 militaires français et de 200 Indiens (Abénaquis, Agniers et Hurons) qui brûlent le village et tuent de nombreux habitants. Noyon et son épouse sont faits prisonniers et doivent rentrer au Canada par un long et dangereux voyage. Il se met à écrire le récit de son expédition de 1688 puis s'engage et part pour Fort Pontchartrain du Détroit (aujourd'hui Détroit). En 1708, il est sergent. Il a au moins treize enfants entre 1704 et 1726. Son épouse décède en 1740 ; il meurt quant à lui le 12 mai 1745 chez sa fille, à Boucherville.
Pour de nombreuses années, les conflits et la rivalité franco-anglaise avaient empêché les Européens de retourner dans la région à l'ouest du Lac Supérieur. Dans les années 1730, La Vérendrye visita à son tour la région des Boundary Waters, profitant peut-être des connaissances accumulées quarante ans plus tôt par les voyages de Noyon. Cette région allait devenir un point clef de la traite des fourrures en Amérique du Nord en reliant les Grands Lacs au nord-ouest.